# Coyrière
Coyrière é uma comuna francesa na região administrativa de Borgonha-Franco-Condado, no departamento de Jura. Estende-se por uma área de 4,11 km². Em 2010 a comuna tinha 65 habitantes (densidade: 15,8 hab./km²).